# Gynoxys rimbachii
Espèce
Statut de conservation UICN

 VU B1ab(iii); D2 : Vulnérable
Gynoxys rimbachii est une espèce de plantes à fleurs de la famille des Asteraceae.

## Publication originale
- Fieldiana, Botany 27: 10. 1950.